# Hermann von Wilczeck
Hermann Karl Ernst Moritz Freiherr von Wilczeck (* 1. September 1836 in Polkwitz; † 31. Oktober 1901 in Wiesbaden) war ein preußischer General der Infanterie.

## Leben

### Herkunft
Hermanns Urgroßvater Matthias Wilczeck war am 10. Oktober 1769 in den erblichen preußischen Adels- und am 29. März 1787 in den Freiherrnstand erhoben worden. Er war ein Sohn des preußischen Oberst und Kommandeurs des 1. Ulanen-Regiments Joseph von Wilczeck (1794–1852) und dessen Ehefrau Karoline, geborene Sethe (1804–1860).

### Militärlaufbahn
Wilczeck besuchte die Bürgerschule in seiner Heimatstadt und das Kadettenhaus in Wahlstatt, das er aber auf Wunsch seines Vaters Ende März 1850 verlassen musste. Er absolvierte daraufhin die Realschule in Breslau sowie das Gymnasium in Militsch. Am 15. September 1853 trat Wilczeck in das 31. Infanterie-Regiment der Preußischen Armee ein und avancierte bis Anfang Februar 1856 zum Sekondeleutnant. Als solcher wurde er Mitte November 1859 in das 7. Jäger-Bataillon versetzt und im Januar des Folgejahres in den Johanniterorden aufgenommen. Im Juli 1864 stieg er zum Premierleutnant auf und führte 1866 während des Krieges gegen Österreich eine Kompanie in den Schlachten bei Münchengrätz sowie Königgrätz. Nach dem Krieg wurde Wilczeck am 13. Dezember 1866 Hauptmann und Kompaniechef. In dieser Eigenschaft war er vom 9. Februar 1867 bis zum 1. April 1870 im neu formierten Jäger-Bataillon Nr. 10 tätig. Anschließend erfolgte seine Versetzung als Kompaniechef in das Garde-Jäger-Bataillon. Wilczeck nahm mit seiner Kompanie nach dem Beginn des Krieges gegen Frankreich an den Kämpfen bei Gravelotte, Beaumont und Sedan teil. Während der Belagerung von Paris versetzte man ihn am 20. Oktober 1870 zum 1. Reserve-Jäger-Bataillon.
Ausgezeichnet mit beiden Klassen des Eisernen Kreuzes kehrte Wilczeck nach dem Vorfrieden von Versailles am 4. März 1871 in das Garde-Jäger-Bataillon zurück. Ende Dezember 1875 folgte seine Versetzung in das Garde-Füsilier-Regiment, wo er kurz darauf zum Major befördert wurde und Mitte Mai 1876 zum etatsmäßigen Stabsoffizier aufstieg. Im Spätsommer des Jahres kommandierte man ihn als Beobachter zu den russischen Militärmanövern bei Warschau. Vom 10. Februar 1878 bis zum 10. Dezember 1880 fungierte Wilczeck als Kommandeur des II. Bataillons und erhielt anschließend das Kommando über das Garde-Jäger-Bataillon. In dieser Stellung avancierte er bis Mitte September 1886 zum Oberst und wurde am 4. Dezember 1886 zum Kommandeur des 4. Garde-Regiments zu Fuß ernannt. Der Kronprinz und spätere Kaiser Wilhelm II. wurde 1887 sein Brigadekommandeur. Unter Stellung à la suite seines Regiments beauftragte man ihn am 22. März 1889 zunächst mit der Führung der 2. Garde-Infanterie-Brigade und ernannte Wilczeck mit der Beförderung zum Generalmajor zum Kommandeur dieses Großverbandes. Als Generalleutnant war er ab dem 18. April 1893 Kommandeur der 9. Division in Glogau. In dieser Stellung wurde er im Juni 1896 Rechtsritter des Johanniterordens und im September 1896 mit dem Kronenorden I. Klasse ausgezeichnet.
Am 27. Januar 1897 trat er einen zweimonatigen Urlaub zur Wiederherstellung seiner Gesundheit an. Da keine Besserung eintrat, entband man Wilczeck am 17. März 1897 von seinem Kommando und versetzte ihn zu den Offizieren von der Armee. Wilczeck erhielt am 17. April 1897 den Charakter als General der Infanterie und wurde am 28. April 1897 zum Gouverneur von Köln ernannt. Wilhelm II. verlieh ihm Mitte Juni 1898 das Großkreuz des Roten Adlerordens mit Eichenlaub. In Genehmigung seines Abschiedsgesuches und einem Gnadengeschenk von 2000 Mark wurde er am 16. Juni 1901 mit der gesetzlichen Pension zur Disposition gestellt. Er verstarb in Wiesbaden an einem Schlaganfall und wurde auf dem Melaten-Friedhof in Köln beigesetzt.

### Familie
Wilczeck verheiratete sich am 13. November 1865 in Hau mit Jacqueline d'Hervaud Bigot de Villandry (1845–1919). Die Ehe wurde geschieden und er ehelichte am 28. September 1881 in Flensburg Agnes Warder (1855–1883). Nach ihrem frühen Tod heiratete Wilczeck am 15. Juli 1890 in Altefähr Antonie von Mühlenfels (1844–1892). Aus den Ehen gingen mehrere Kinder hervor, darunter die Söhne:
- Jacques (* 1866), preußischer Oberleutnant a. D.
- Ernst (1868–1952), deutscher Oberst[5]

⚭ 1895 (Scheidung) Margarethe Hesse
⚭ 1900 Johanna Heimann (* 1875)
- Kuno (1872–1914), preußischer Major, gefallen bei La Bourgonce zu Beginn des Ersten Weltkriegs[6] ⚭ Elsa Krohn

Töchter:
- Alice Cäcilie Bianca Anna (* 5. Juni 1882)
- Agnes Frederika Laura (19. August 1883 – 8. Juni 1971)
- Erna Bianca Emmely († 13. September 1883), Zwillingsschwester von Agnes